# L'Anarchie, journal de l'ordre
Ne doit pas être confondu avec L'Anarchie.

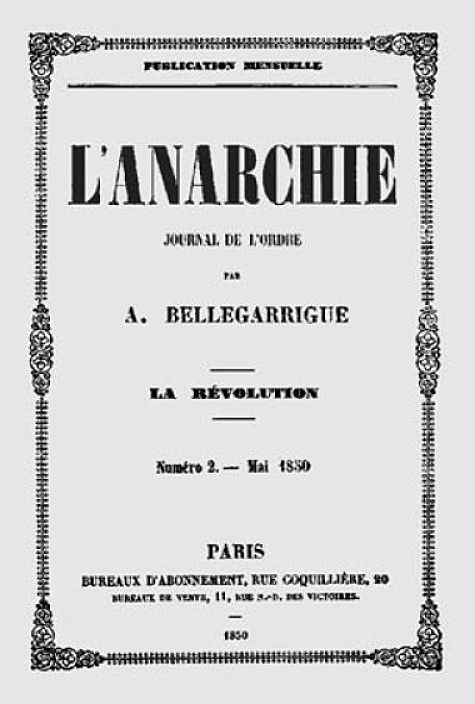
Second numéro, mai 1850.

Fondé, rédigé, financé et distribué par le jeune Anselme Bellegarrigue, L'Anarchie, journal de l'ordre est un journal anarchiste publié en France en avril et mai 1850,,.
La première livraison (avril) est tout entière consacrée au « Manifeste de l'anarchie », considéré comme le tout premier manifeste anarchiste au monde,,.
L'historien allemand Max Nettlau, dans sa Bibliographie de l'anarchie, publiée en 1897, parle d'une « publication indépendante d'un très grand intérêt », tandis que l'ex-situationniste belge Raoul Vaneigem, dès l'amorce de son article dédié dans l'Encyclopædia Universalis remarque que l'auteur est « le plus souvent connu […] par le titre de son éphémère journal »

## Le premier journal à se réclamer de l'anarchie
Il est considéré comme le premier journal à se réclamer de l'anarchie,, le premier journal explicitement « anarchiste », bien que d'autres titres se situant dans cette même filiation (le communisme libertaire) soient déjà sortis de presse, tel L'Humanitaire en 1841.
En 1978, Domenico Tarizzo, dans son ouvrage de référence L'anarchie : histoire des mouvements libertaires dans le monde affirme que « C'est le premier périodique qui se réclame de l'étiquette anarchiste ». En 2014, dans le Dictionnaire des anarchistes, les historiens Michel Cordillot et Marianne Enckell le présentent comme le « premier journal anarchiste connu ».
Dans le premier numéro, Bellegarrigue lance son « Manifeste de l’anarchie » qui seule, selon-lui, peut assurer l’ordre et l’égalité, alors que les gouvernements n’amènent que désordre et inégalité : « Oui, l'anarchie c'est l'ordre ; car, le gouvernement c'est la guerre civile ».
Le second numéro est un essai sur la révolution,.
Faute de moyens, Bellegarrigue interrompt la parution après le second numéro (no 1 avril 1850, no 2 mai 1850).

## Postérité
Le titre du journal sera prolongé, notamment, par les réflexions de Pierre-Joseph Proudhon, « L'anarchie est le plus haut degré de liberté et d'ordre auquel l'humanité puisse parvenir »  et Élisée Reclus, « L'anarchie est la plus haute expression de l'ordre ».
Par ailleurs, le titre sera repris 40 ans plus tard, avec la parution de 15 numéros datés du 30 août 1890 au 19 octobre 1890, puis d'un numéro unique daté du 24 août 1891.
Le titre est ensuite réutilisé à différentes reprises :
- L'anarchie, 484 numéros du 13 avril 1905 au 22 juillet 1914 (animé par Albert Libertad);
- 52 numéros du 21 avril 1926 à avril 1929 (animé par Louis Louvet) ;
- à partir de janvier 1954, porte voix de l'Alliance ouvrière anarchiste à partir du no 5 de cette série[15],[16],[17].